# 健康生活台
健康生活台（Health & Lifestyle Channel，即HLC）為健康生活廣播有限公司經營的香港電視頻道，由蔡和平創辦。前稱「香港互動電視」，其後，此台先後易名為「健康生活台」。提供互動的時事論壇（即Phone-in節目）、遊戲節目（2007年後取消）、交友節目、消閒節目等等。健康生活台已經於2012年1月7日結束播映。
健康生活台前稱「香港互動電視」（The Interactive Channel TV，即TICTV），2007年4月6日前頻道名稱為「互動電視」。2007年4月6日至2008年期間，頻道名稱為「歡樂健康台」。
TICTV於2004年年9月初試播，在同年12月11日成立，創辦人為傳媒人蔡和平。TICTV與於2002年結束營業的香港電視服務商「互動電視 iTV」並無關係。
由啟播至2008年年底，幾乎所有節目語言為粵語，2009年開始，所有節目語言為國語。
健康生活台本身不是有牌照廣播的電視台，需要借助現有的收費電視台轉播頻道，於2004年至2011年8月1日前，於 http://www.hlctv.net （页面存档备份，存于） 同步播映，亦曾於香港有線電視第27頻道及香港寬頻bbTV第506頻道轉播頻道。只在網絡播映。
於2012年1月7日，最後一個節目《樂活好正點》已播放完畢後，健康生活台已正式停止運作。網上內容亦已關閉，但部份內容仍可查閱及收看重播。

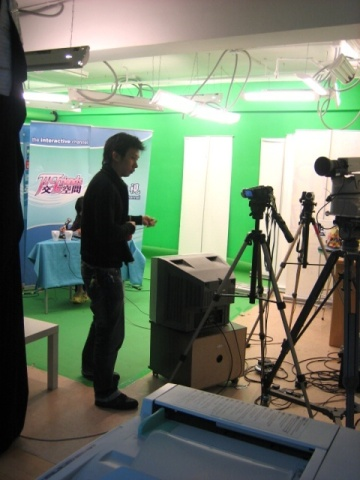
互動電視廠景

## 頻道特色
頻道最大特色是直播，觀眾可透過SMS 短信即時/24小時發表意見，節目主持人亦會讀出內容，達到互動效果。
觀眾亦可透過電話、視像電話、WebCAM及3G視像與節目主持人會面。然而，由於香港普羅市民對視像電話及網上使用webcam不算熱衷，結果所謂的互動只在「短訊」方面。
由於頻道只講求為香港人發表心聲，所以根據蔡和平個人網頁顯示，健康生活台的投資設備低於100萬，因此廠景的裝修十分簡單，設備與校園電視台差不多。

## 歷史

### 試播時期
互動電視於2004年7月成立，並且在同年9月1日試播。試播初期以每晚8時至翌日早上6時，在有線電視第5台試播。試播時期首個節目為《912立法會選舉論壇》，由白韻琴主持，節目分為政綱發布、互相質詢及觀眾發問三部分，觀眾可以透過視像電話及熱線電話，即場與2004年立法會選舉的候選人對話。其他節目包括《i-Talk 有話直說》、《i-Chat 聊天室》、《i-Football 足球自由講》及《Meet the People 人民議事堂》。當時節目主持包括彭雁玲、王貽興、羅友權及霍彩玲等。
此外，互動電視亦設有《GameGuru互動遊戲區》，讓觀眾利用手提電話參與互動遊戲，同時亦可發短訊與主持人及朋友在節目中聊天，勝出遊戲的參賽者可獲得豐富獎品。在2004年9月試播時觀眾參與頻道的互動遊戲可免費試玩，兩星期後每個短訊收費1.5元。

### 啟播時期
2004年12月12日，互動電視在有線電視27台正式啟播。初期首推12個節目，並且聘用當時離開無綫電視新聞部主播李燦榮擔任《i-Talk 有話直說》節目主持人。另一方面聘用立法會議員「長毛」梁國雄主持的《i-Football足球自由講》。另一方面互動電視宣傳新節目「百萬生日對對碰」及和3香港與和記電訊合作，推出視像電話。

## 閉台前播映節目

### 直播節目
- 今日[永久]：取代《有話直說》的時事討論節目。
- 朋友：取代《交友空間》的愛情性節目。
- 寶貝：以寵物健康資訊為主題。
- 樂活好正點：介紹香港、上海和台北三地流行交化，與上海電視台生活時尚頻道和台灣東森財經新聞台合作。

### 重播節目
- 有話直說（國語）

## 已停播節目

### 2008年
- 有話直說：邀請不同專家以時事討論形式，剖析不同時事話題。
- 交友空間：固定主持為Mifa (梁綽倩)，客籍主持有艾瑪菲(雷穎怡)、Francis(潘沖鉦)等，邀請不同背景人士出鏡，讓觀眾認識各階層的朋友。
- 談情說愛：由前電台DJ梁安琪主持，節目為她和不同背景嘉賓在生活上的體會。
- 保健全接觸：邀請不同醫學專家以西方醫學角度深入探討不同疾病的預防、成因及治療方法。
- 孩子父母天：主持講解小朋友的身心健康及智力發展。
- 中華養生-節日調理篇
- Hello陌生人
- 美麗有序：請來不同人士以專題討論形式講解中醫美容、纖體及美容健康護理問題等。
- 貓朋狗友大搜查：以寵物健康資訊為主題
- 健康玄有理
- 纖嬌百美
- 港男港女
- 綠綠無窮
- 醫生話您知：於節目與節目之間播放，屬於「小貼士」式的間場短片

### 2005年
- 名人堂
- 百萬生日對對碰
- 網遊地帶
- 喜慶坊
- 小朋友齊打機
- 智創人生
- 大學交流會
- 互動有著數
- 氣候大轉變
- 說性談情：由洪朝豐主持
- Game Guru 互動遊戲區 (2004年9月至2007年4月7日)
- iBEYOND 互動玄學 (2004年9月至2007年4月2日)
- iCHAT 聊天室 (2004年9月至2007年4月4日)
- 關係360
- i-FOOTBALL 足球自由講 (2004年9月至2007年4月5日)
- iBEAUTY 艷望成真 (2005年9月至2006年)
- iQUIZ 互動IQ
- 煽風點火 (2005年10月至2007年4月7日)
- iCrossia求職生還者：與求職網站Crossia.com合作，介紹求職技巧及與業界高層人士直接對話。

### 外語節目
- 菲律賓時間 (2005年7月至2007年4月6日)
- 同鄉午安
- What's Up After 8? (2005年11月至2007年4月6日)

### 政黨節目
- 公民夜話：由公民黨主持
- 煽風點火：由民主派主持
- 自由港自由講：由自由黨主持
- Young D 啱聽 D：由青年民建聯成員主持

## 外部連結
- 健康生活台 （页面存档备份，存于）
- Crossia.com （页面存档备份，存于）